# Gerd Hoofe
Gerd Hoofe (* 19. Februar 1955 in Mittelnkirchen) ist ein deutscher Verwaltungsjurist.

## Ausbildung und Beruf
Hoofe studierte Rechtswissenschaften an der Georg-August-Universität Göttingen. Ab 1981 war er als Rechtsanwalt im Bereich Wirtschafts- und Insolvenzrecht tätig, ehe er 1983 eine Stelle in der Landesfinanzverwaltung Nordrhein-Westfalen übernahm. Von dort wechselte er 1985 zum Landkreis Osnabrück (Niedersachsen). Ab 1988 war er dort Dezernent und Vorstandsmitglied für verschiedene Aufgabengebiete u. a. Soziales, Schule, Gesundheit, Verkehr, Finanzen, Personal, Organisation. Ab 2002 bekleidete er das Amt des Ersten Kreisrats und die Funktion des allgemeinen Vertreters des Landrates des Landkreises Osnabrück.
2003 wurde er zum Staatssekretär im Niedersächsischen Ministerium für Soziales, Frauen, Familie und Gesundheit berufen, bevor er ab November 2005 bis Dezember 2009 als Staatssekretär in das Bundesministerium für Familie, Senioren, Frauen und Jugend wechselte. Von Dezember 2009 bis Dezember 2013 war er Staatssekretär im Bundesministerium für Arbeit und Soziales. Im Dezember 2013 folgte er in gleicher Funktion der Bundesministerin Ursula von der Leyen in das Bundesministerium der Verteidigung (BMVg).
Im September 2016 gab er ein Budget von 58 Millionen Euro für Investitionen auf der Incirlik Air Base frei, auf der die Bundeswehr zu dieser Zeit stationiert war, obwohl die türkische Regierung mehrfach deutschen Parlamentariern den Zugang zur Basis verwehrt hatte. Mitte 2017 verließ die Bundeswehr Incirlik wegen dieser Problematik.
Mit der Amtsübernahme von Christine Lambrecht als Bundesverteidigungsministerin im Dezember 2021 schied Hoofe aus seinem Amt als Staatssekretär aus. Am 14. Juni 2022 wurde er feierlich verabschiedet.
Im Oktober 2022 verlieh ihm der Deutsche Feuerwehrverband die Deutsche Feuerwehr-Ehrenmedaille, da er als Staatssekretär im BMVg die Bundeswehrfeuerwehr förderte.
Zwischen Mai 2022 und Juli 2025 war Hoofe Geschäftsführer der Lok-Viertel-OS GmbH, einer Projektgesellschaft zur Entwicklung eines neuen Stadtviertels in Osnabrück.